# Verkehrsbetriebe Bils

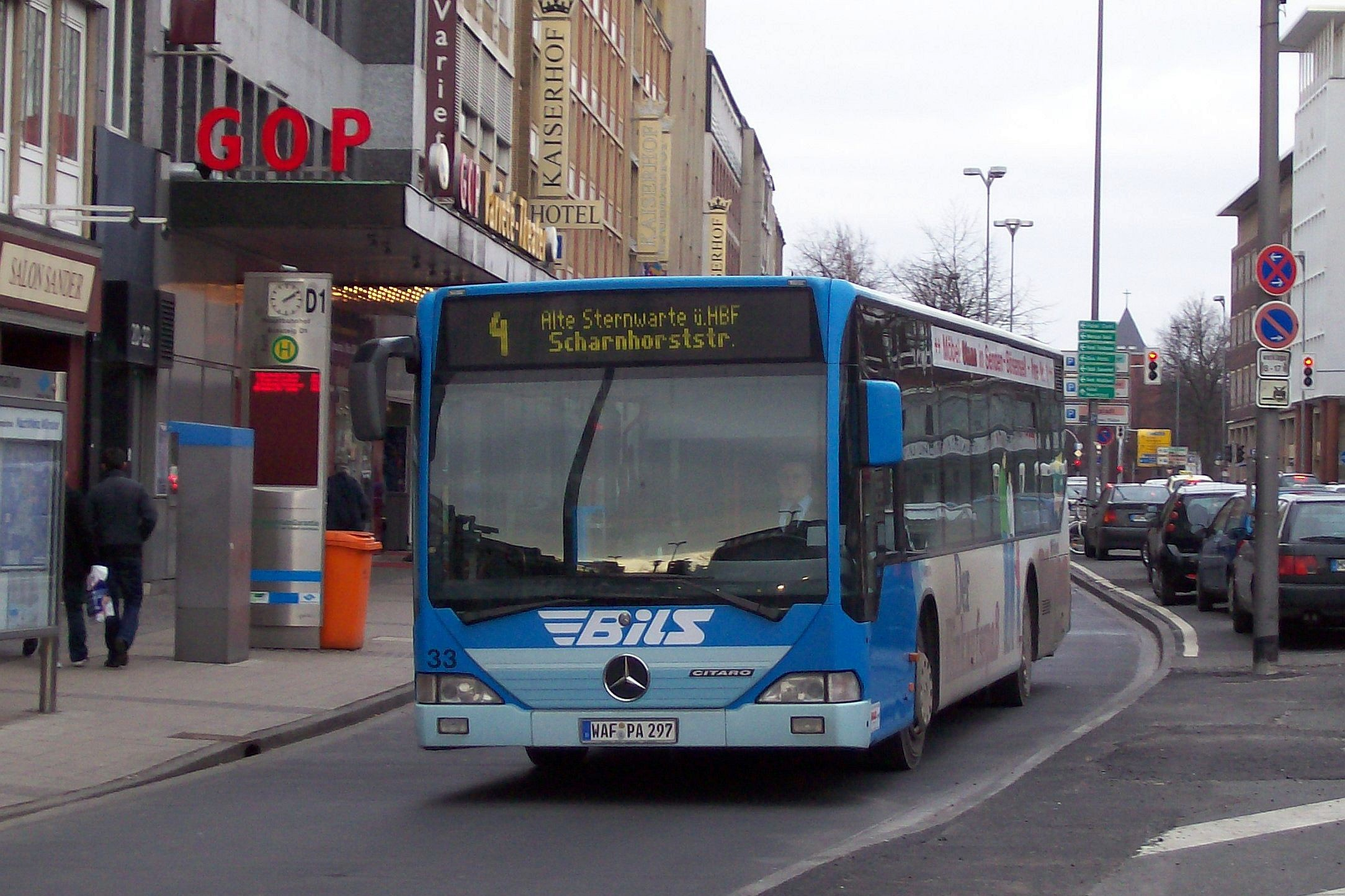
Citaro für den Stadtwerke-Münster-Auftragsverkehr am Hauptbahnhof

Die Verkehrsbetriebe Bils GmbH ist ein Busunternehmen im Münsterland. Das Unternehmen wurde 1948 von Josef Bils († 1980) als Fahrschule und Wagenvermietung gegründet. Seit April 2006 ist die Firma eine Tochtergesellschaft der Netinera (bzw. ehemals Arriva Deutschland GmbH).

## Allgemeines
Die GmbH hat ihren Sitz in Sendenhorst und drei Betriebshöfe in Sendenhorst-Albersloh, Ahlen und Warendorf. Geschäftsführer ist seit 2012 Jörg Schuchtmann. Mit 120 Bussen und 195 Mitarbeitern sei Bils nach eigenen Angaben bis zur Übernahme durch Arriva das größte eigentümergeführte Nahverkehrsunternehmen in Nordrhein-Westfalen gewesen.
Die Firma hat das Dekra- und TÜV-Zertifikat "Sicherheit im Busverkehr" für Linien- und Reisebusverkehr bekommen.
Bils betreibt Linienbusverkehr im Rahmen der Verkehrsverbünde Verkehrsgemeinschaft Münsterland und Verkehrsgemeinschaft Ruhr-Lippe im Auftrag der Stadtwerke Münster, der Regionalverkehr Münsterland GmbH (RVM), Stadtverkehr Ahlen, der Verkehrsgesellschaft Kreis Unna mbH (VKU), Stadtwerke Hamm, Westfalenbus und der Euregio-Verkehrsgesellschaft (EVG, 33 % Beteiligung von Bils), außerdem fährt Bils Schülerverkehre und mehrere Nachtbuslinien. Bis 2013 gab es zudem einen Reiseverkehr.
Darüber hinaus organisiert Bils touristische Busreisen und vermietet Busse. Neben Reise- und Linienbussen verschiedener Größen verfügt Bils auch über Anhänger zum Transport von Fahrrädern.

## Busse

### Linienverkehr
- Mercedes-Benz Citaro
- Mercedes-Benz Citaro G
- Mercedes-Benz O 405 G
- Solaris Urbino 18 IV
- Solaris Urbino 12 IV